# ماكس ستيرن (ملحن)
ماكس ستيرن (بالإنجليزية: Max Stern)‏ هو موزع وملحن أمريكي، ولد في 31 مارس 1947 في فالي ستريم في الولايات المتحدة.

## وصلات خارجية
- الموقع الرسمي